# 走水神社 (神戸市)
走水神社（はしうどじんじゃ）は、兵庫県神戸市中央区元町通5丁目にある神社。元町商店街から1本南に下った東西の道に面したところに鎮座している。
走水神社は旧走水村の氏神で、社伝によると1100年以上の歴史を持つ由緒ある神社である。五穀豊穣・健康長寿・商売繁盛に学問の神様といわれ、書道の神としても有名で、社殿の脇には筆塚がある。菅原道真が祭神なので、狛犬ではなく狛牛が祀られている。1月18・19日の厄除祭と7月24・25日の天神祭が有名である。旧社格は村社。

## 略歴
明治維新までは、現在の元町通5丁目にあたる地域の山側に極楽寺と八幡神社があったため、この辺り一帯は八幡町と呼ばれていた。その後、1874年（明治7年）には現在の「元町通」という地名に改称され、1875年（明治8年）に現在の場所にあった天満宮とこの八幡神社を合祀した時に、現在の場所が旧走水村であったことから「走水神社」と呼ばれるようになった。

## 祭神
- 天照大神
- 応神天皇
- 菅原道真

## 「走水」の名の由来
元来神戸市中央区は、摂津国に属し、夙川から旧生田川までの地域が菟原郡（うはらぐん）、旧生田川から須磨までの地域が八部郡（やたべぐん）と呼ばれていた（なお、東灘区にあるJR住吉駅の南にあるうはらホールという区民ホールの名の由来は、これである）。
八部郡には、生田郷・神戸郷・宇治郷という3つの郷があった。このうち宇治郷に流れていた川は宇治川と呼ばれ、この川は1938年（昭和13年）の阪神大水害を契機に改修工事が行われ、現在（2006年）は大倉山の東側を流れ、山手幹線を越えるあたりから宇治川商店街の地下を流れ、ハーバーランドの東側に流れる川となっている。
「走水」という名前の由来となった宇治川は、雨が降るたびに「走り渦」で河水が渦を作って流れ、その流域の村はさまざまな被害にあってきた。これにより、この流域にあった村が走水村とよばれるようになった。
「はしうど」由来にはもう一つの説がある。この地域に、天皇に仕えていた氏族の間人が住みついたことから「はしひと」とよぶようになり、のちにそれがなまって「はしうど」となり、「走水」の字があてられた、という説である。
尚、当地で代々寺子屋教育で有名であった間人氏は明治19年11月、間人幼児保育所を創立した間人たね子（はしうどたねこ）（弘化4年1月13日生～大正10年3月18日死去）を出している。

## 近隣の神社
元町商店街でも地区によってそれぞれ氏神が異なる。元町通5・6丁目は走水神社を氏神としているが、元町通4丁目は厳島神社（中央区花隈町）、元町通3丁目は三宮神社（中央区三宮町2丁目）を氏神としている。

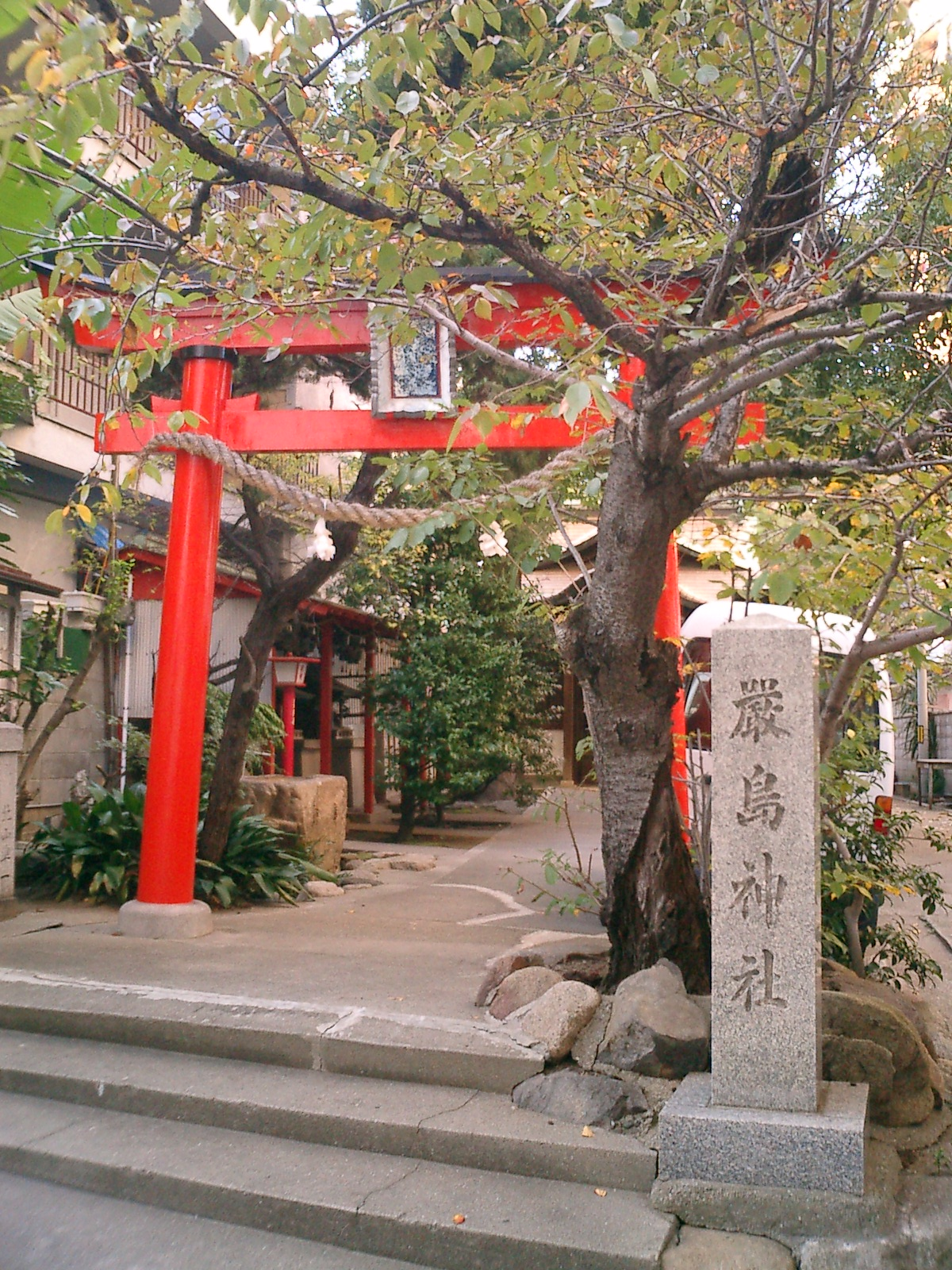
厳島神社
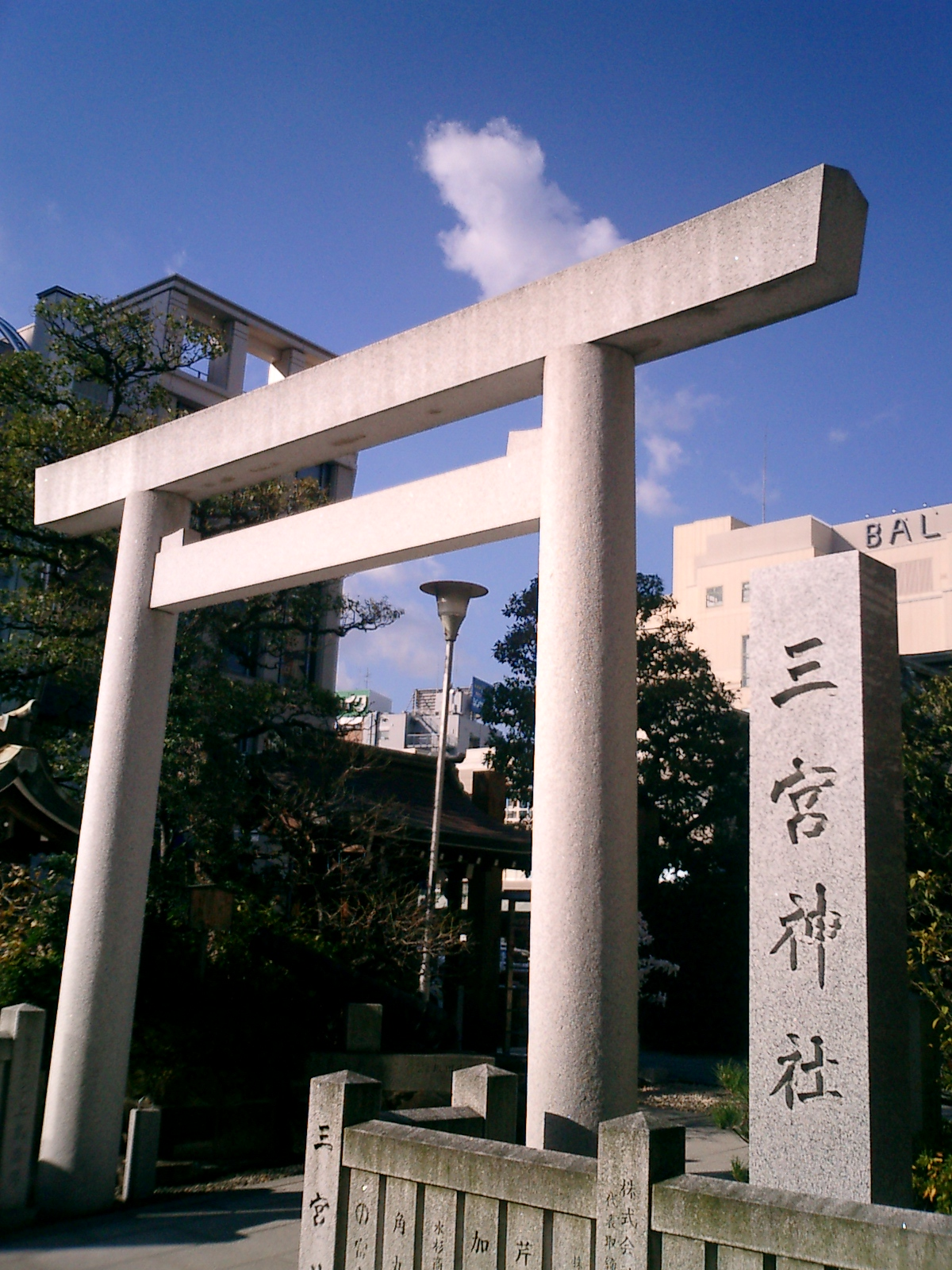
三宮神社

## 近隣の名所・文化施設
- 兵庫縣里程元標(元町 (神戸市)#名所・文化施設)
- 元町商店街
- 鯉川筋
- 本願寺神戸別院（モダン寺）
- 南京町
- 旧居留地
  - 神戸市立博物館
  - 神戸らんぷミュージアム
  - 旧居留地十五番館
- メリケンパーク
  - 神戸海洋博物館
  - フィッシュダンス